# Стеблін Дмитро Георгійович
 Дмитро Георгійович Стеблін — майор Збройних сил України, учасник російсько-української війни, що відзначився під час російського вторгнення в Україну в 2022 році.
Командир Донецької окремої бригади територіальної оборони (в/ч А 7037) м. Маріуполя.

## Нагороди
- орден «Богдана Хмельницького» III ступеня (2022) — за особисту мужність і самовіддані дії, виявлені у захисті державного суверенітету та територіальної цілісності України, вірність військовій присязі[4].